# Валентин Милушев
Валентин Мирчов Милушев е български политик от ГЕРБ. Народен представител от ГЕРБ в XLIV, XLV, XLVI, XLVIII и XLIX народно събрание. Бил е два мандата общински съветник от ГЕРБ в община Самоков. Той е бивш състезател по ски, по-късно става председател на клуб по мотокрос „Ридо“.

## Биография
Валентин Милушев е роден на 15 март 1966 г. в град Самоков, Народна република България. След военната си служба завършва специалност „Треньор по ски алпийски дисциплини“ във Висшия институт за физкултура (днес НСА).  Връща се в Самоков и една година е ски учител в „Бороспорт“. Впоследствие основава частна фирма – първо в сферата на търговията, а от края на 1990-те години е в туристическия бранш. С партньора си Емил Стефанов работят в курортите Боровец и Приморско.

## Политическа дейност
През 2005 г. е сред учредителите на местната структура на ГЕРБ. Избран е за организационен секретар на партия. От лятото на 2016 г. е председател на ГЕРБ в Самоков.
На парламентарните избори през април 2021 г. е избран за народен представител от листата на ГЕРБ в 26 МИР София-област, като най-много преференции събира в циганските махали на Самоков.